# 切爾卡瑟車站
切爾卡瑟車站（羅馬化：Cherkasy）是烏克蘭切爾卡瑟的主要鐵路車站。車站於1876年啟用，最初為一座木造建築，現今的站房於1963年竣工。